# Północny okręg administracyjny Moskwy
Północny okręg administracyjny Moskwy (ros. Се́верный администрати́вный о́круг Москвы) — jeden z dwunastu dystryktów administracyjnych Moskwy, położony w północnej części miasta. Liczba mieszkańców według spisu powszechnego z 2021 roku wynosiła około 1 186 128 mieszkańców. Północny okręg administracyjny Moskwy liczy 113,7 km² powierzchni i dzieli się na 16 rejonów:
1. Aeroport (Аэропорт)
2. Biegowoj (Беговой)
3. Bieskudnikowskij (Бескудниковский)
4. Choroszowskij (Хорошёвский)
5. Chowrino (Ховрино)
6. Dmitrowskij (Дмитровский)
7. Gołowinskij (Головинский)
8. Koptiewo (Коптево)
9. Lewobierieżnij (Левобережный)
10. Mołżaninowskij (Молжаниновский)
11. Sawiołowskij (Савёловский)
12. Sokoł (Сокол)
13. Timiriaziewskij (Тимирязевский)
14. Wostocznoje Diegunino (Восточное Дегунино)
15. Wojkowskij (Войковский)
16. Zapadnoje Diegunino (Западное Дегунино)